# 准晶体

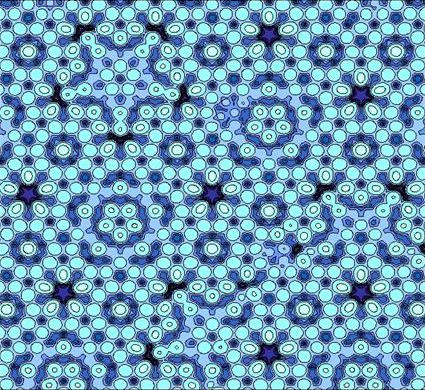
银铝合金准晶的原子模型

準晶体，亦称为“准晶”或“拟晶”，是一种介于晶体和非晶体之间的固体。准晶体具有与晶体相似的长程有序的原子排列；但是准晶体不具备晶体的平移对称性。根据晶体局限定理（crystallographic restriction theorem），普通晶体只能具有二次、三次、四次或六次旋转对称性，但是准晶的布拉格衍射图具有其他的对称性，例如五次对称性或者更高的如六次以上的对称性。

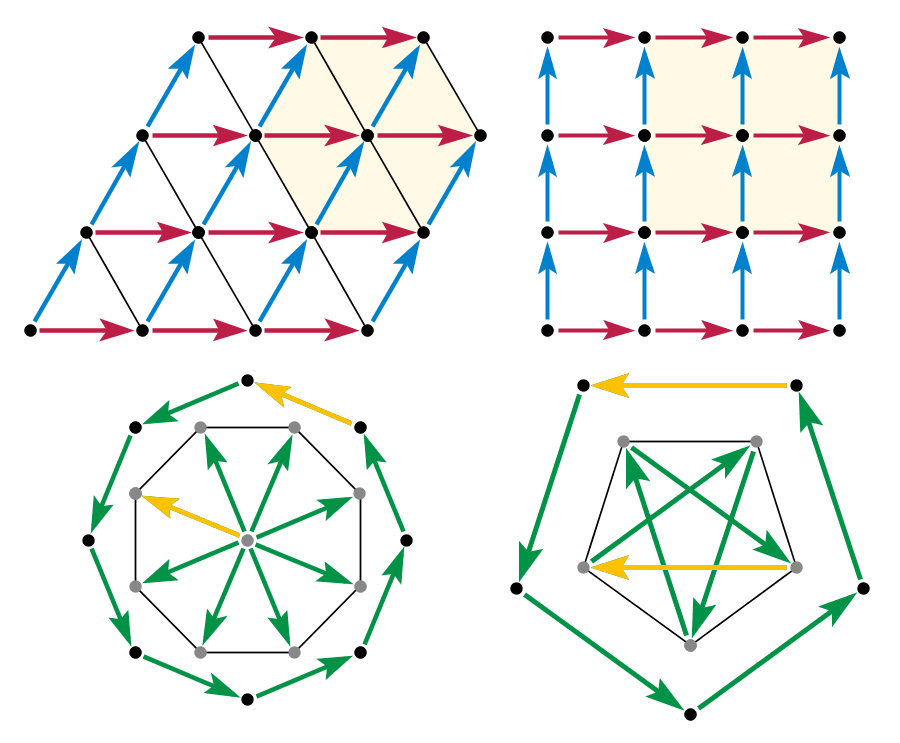
格(lattice)局限多边形。
兼容：六次（三次）、4次（二次）；
不兼容: 八次、五次。

数学家在20世纪60年代就发现了这种非週期平鋪图形。但是直到快20年后这种理论上的结构才和准晶的研究联系起来。自然界中非周期图形的发现在结晶学领域造成了典范转移。虽然准晶体在此前就已被观察到并被研究，但由于它们违背了人们之前对于晶体结构的认识，所以直至20世纪80年代才开始受到重视。
获得2011年诺贝尔化学奖的丹·舍特曼是第一个正式报道发现了准晶的人。1984年他和以色列理工学院的同事们在快速冷却的铝锰合金中发现了一种新的金属相，其电子衍射斑具有明显的五次对称性。这篇文章发表于物理评论快报（Physical Review Letters）上。

## 历史

二维空间的彭罗斯拼图

准晶体的结构在20世纪之前就已经被建筑师熟知，例如在伊朗伊斯法罕的清真寺，上面瓷砖的图案就是按照准晶样式排列。
1961年，数学家王浩提出了用不同形状的拼图铺满平面的拼图问题。数学家们已经知道，可以用单一形状的拼图拼满一个平面，例如任意形状的四边形或者正六边形，但是当增加拼图单元的种类时，就能够构造出更多的拼满一个平面的方法。两年后，王浩的学生Robert Berger构造了一系列不具有周期性的拼图方法。之后铺满平面所需要的拼图种类越来越少，1976年羅傑·潘洛斯(Roger Penrose)构造了一系列只需要两种拼图的方法，这种方法拼出来的图案具有五次对称性。
之后丹尼尔·舍特曼发现了三维世界中的20面体准晶。这一准晶的拼图形式由两种不同的菱形组成。这篇文章发表于1984年，标题为“一种长程有序但是不具有平移对称性的金属相”（Metallic Phase with Long-Range Orientational Order and No Translational Symmetry）。他们发现的这一五次对称性结构产生于融化后快速冷却的Al-Mn合金中。

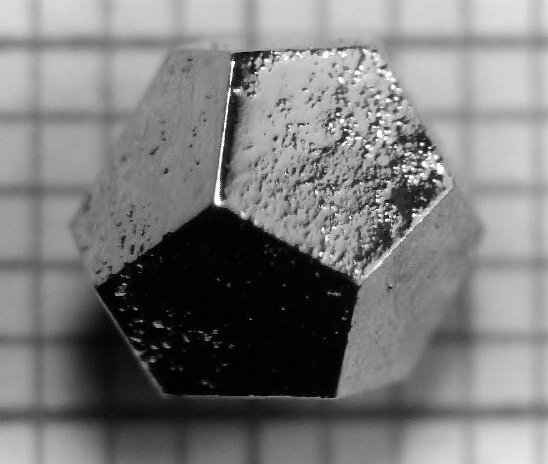
钬-镁-锌十二面体准晶

第二年Ishimasa等人报道了Ni-Cr颗粒中的十二次对称性。之后在V-Ni-Si和Cr-Ni-Si合金中又发现了八次对称衍射图。多年以来已经发现了几百种具有多种组成和对称性的准晶体。最早发现的这种准晶体结构在热力学上是不稳定的，一旦加热就会重新变成规则晶体。但是1987年的时候发现了许多种稳定的准晶体，这样就可以合成更大的晶体用于进一步的结构及应用研究。
2009年，矿物学上的一个发现为准晶是否能在自然条件下形成提供了证据：俄罗斯的一块铝锌铜矿上发现了Al63Cu24Fe13组成的准晶颗粒。和实验室中合成的一样，这些颗粒的结晶程度都非常好。

## 原理
一种典型的準晶体结构是三维空间的彭罗斯拼图（Penrose）。二维空间的彭罗斯拼图由内角为36度、144度和72度、108度的两种菱形组成，能够无缝隙无交叠地排满二维平面。这种拼图没有平移对称性，但是具有长程的有序结构，并且具有晶体所不允许的五次旋转对称性。
準晶体是其中原子的排列存在5次和6次以上对称轴的一种特殊的晶体。它既不同于非晶体，也不同于真正完整的晶体。晶体為具有平移對稱的固体，即整个晶体中原子的排列都是很规则。三維晶體不可能具有5次和6次以上的对称轴，此點可由晶體學限制定理證明。而准晶体是无平移对称性但长程有序的固体，即在大范围内原子的排列是规则（有序）的，因此其电子衍射图仍具有明锐衍射斑。